# Weißer Turm (Darmstadt)

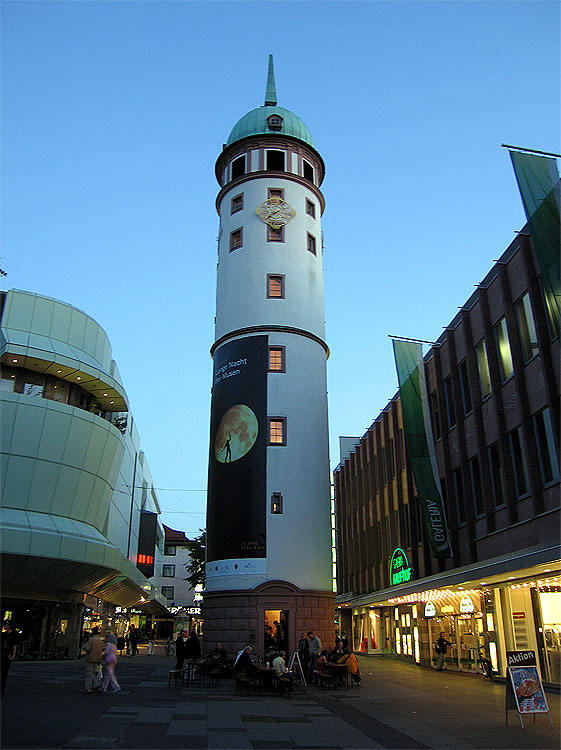
Weißer Turm in Darmstadt (September 2007)

Der Weiße Turm ist ein ehemaliger Eckturm der mittelalterlichen Stadtbefestigung und ein Wahrzeichen der Stadt Darmstadt. Er wurde als Wehrturm erbaut. Nachdem die Stadtmauer ihren Wert zur Verteidigung der Stadt verloren hatte, wurde der Turm im Jahre 1704 als Glockenturm umgestaltet und erhielt weitgehend sein heutiges Aussehen. Er wurde bei einem Luftangriff vom 11. September 1944 weitgehend zerstört und seit dem Jahr 1949 aus den Ruinen wieder aufgebaut. Zurzeit wird er von einem Freundeskreis betreut, der regelmäßige Führungen anbietet. Seit 1997 dient er auch als Galerie.
Der beim Wiederaufbau 1954 um ein weiteres Stockwerk erhöhte Turm hat eine Höhe bis zur Spitze von 39,75 Metern.  
Der Turmdurchmesser beträgt sechs Meter. Vom Eingang bis hinauf zum Glockenstuhl führen 125 Stufen.

## Geschichte

### Stadtrechte, Stadtmauer und Turmbau
Graf Wilhelm I. von Katzenelnbogen erhielt am 23. Juli 1330 von Kaiser Ludwig der Bayer für seinen Ort Darmstadt die Stadtrechte, damit waren das Markt- und Befestigungsrecht, also der Bau einer Mauer mit einem Graben um die Siedlung verbunden. Die Baumaßnahmen setzten in diesen Jahren ein, bereits im Jahre 1418 belohnte Johann IV. von Katzenelnbogen die Bürger der Stadt Darmstadt in Anbetracht der schweren und getreuen Dienste, die sie ihnen bei ihren Bauten zu Darmstadt bisher geleistet hatten durch die Befreiung für die nächsten zehn Jahre von einigen Steuern und Abgaben.
Im ersten Bauabschnitt wurde mit der Errichtung einer ungefähr ein Meter dicken und bis zu acht Meter hohen inneren Mauer mit Wehrgang begonnen. Anschließend errichtete man die äußere, nur etwa halb so dicke und niedrigere Mauer und den Zwingerbereich. Daran schloss sich als letzter Abschnitt der vorgelagerte Graben mit Wall und Palisaden an. Beide Mauern waren an wichtigen Stellen und in mehr oder weniger regelmäßigen Abständen durch Türme gesichert, die innere Mauer durch hohe Rund- oder Ecktürme, die äußere Mauer durch niedrigere Halbschalentürme. Als Turm der inneren Mauer ist der Weiße Turm grundsätzlich der ersten Bauphase zuzuordnen.

### Strategische Bedeutung
Der Weiße Turm stand im Mittelalter an einer strategisch wichtigen Stelle an der Südwestecke des Darmstädter Mauerrings, da die Stadtmauer, im leichten Bogen an der Stadtkirche und den Häusern des westlichen Marktplatzes vorbeiziehend, dort in scharfem Winkel zum Schloss hin abknickte. Die Stadtbefestigung wurde in den Jahren nach 1449 mit dem Um- und Ausbau des Schlosses erweitert, nachdem Graf Philipp der Ältere von Katzenelnbogen seinem Sohn Philipp dem Jüngeren und dessen Gattin Ottilie von Nassau Burg und Stadt Darmstadt auf Lebenszeit als feste Residenz eingeräumt hatte. Auf Gemälden von Rodingh (1678) und Merian (1646) ist die noch vollständig erhaltene Stadtmauer zu sehen. Im 16. und 17. Jahrhundert hatte sie mit dem Aufkommen der Feuerwaffen ihre militärische Bedeutung verloren und begann zu verfallen.

### Beseitigung der Stadtmauer
Erste Teile im Westen der Stadt wurden 1693 auf Anordnung französischer Truppen niedergerissen. Die Mauer im Westen und Süden Darmstadts verschwand allmählich bis auf geringe Reste aus dem Stadtbild. Damit verlor auch der Weiße Turm seine Bedeutung als Teil der Stadtbefestigung.

### Nutzung als Gefängnis
Im Erdgeschoss mit seinen 1,75 Meter dicken Mauern und im Keller barg der Weiße Turm zwei Verliese mit einer Fläche von je vier Quadratmetern, deren Nutzung als Gefängnis sich nur aus einer kurzen Aktennotiz aus dem Jahr 1699 ableiten lässt. Als Gefängnis wurde neben dem Dachgeschoss des Rathauses und dem Runden Turm auch das Neue Tor genutzt.

### Turmwächterwohnung
Über den Verliesen befand sich eine Turmwächterwohnung, die aus einer Wohnstube und einer kleinen Kammer bestand. Dort wohnte der Aufseher der Uhr, der auch die Glocken zu läuten hatte. Die Turmwächterwohnung war zunächst nur über einen an den Turm angebauten Adelshof zugänglich. Vermutlich war ein Stück des alten Wehrgangs in den Anbau des Turmes integriert. 1704 wurde ein kleiner Treppenturm angebaut. Später wurde der Turm bei einem Umbau in den Westflügel des Hofes einbezogen.

### Uhr- und Glockenturm
Der Alte Turm hinter dem Alten Fürstenhof, wie der Weiße Turm damals hieß, wurde 1704 von Baumeister Erich Philipp von Ploennies um ein Stockwerk erhöht, ringsherum geschlossen, mit einem Kuppeldach versehen und in einen Uhr- und Glockenturm für die Bewohner der neuen Vorstadt umgewandelt. Die Umbaukosten betrugen 1178 Gulden. Seit 1738 wurde er Weißer Turm genannt. Der aus Gießen stammende Glockengießer Johannes Henschel goss zwei neue Glocken. Eine von ihnen, die so genannte Silberglocke, war eine Totenglocke. Die kleinere Glocke diente zum Viertelstundenschlag. Die Silberglocke wurde geläutet, wenn ein Mitglied des Hauses Hessen-Darmstadt gestorben war, erstmals beim Tod der Landgräfin Dorothea Charlotte im November 1705, dann 1768 beim Tode Ludwigs VIII., 1774 beim Tode der Großen Landgräfin Karoline, letztmals beim Tod des Prinzeßchens Elisabeth 1903. Im 19. Jahrhundert wurde außerdem für hohe Offiziere und Hofbeamte geläutet, wie auch zum Geburtstag und zum Namenstag des Großherzogs.

### Umfeld des Weißen Turms

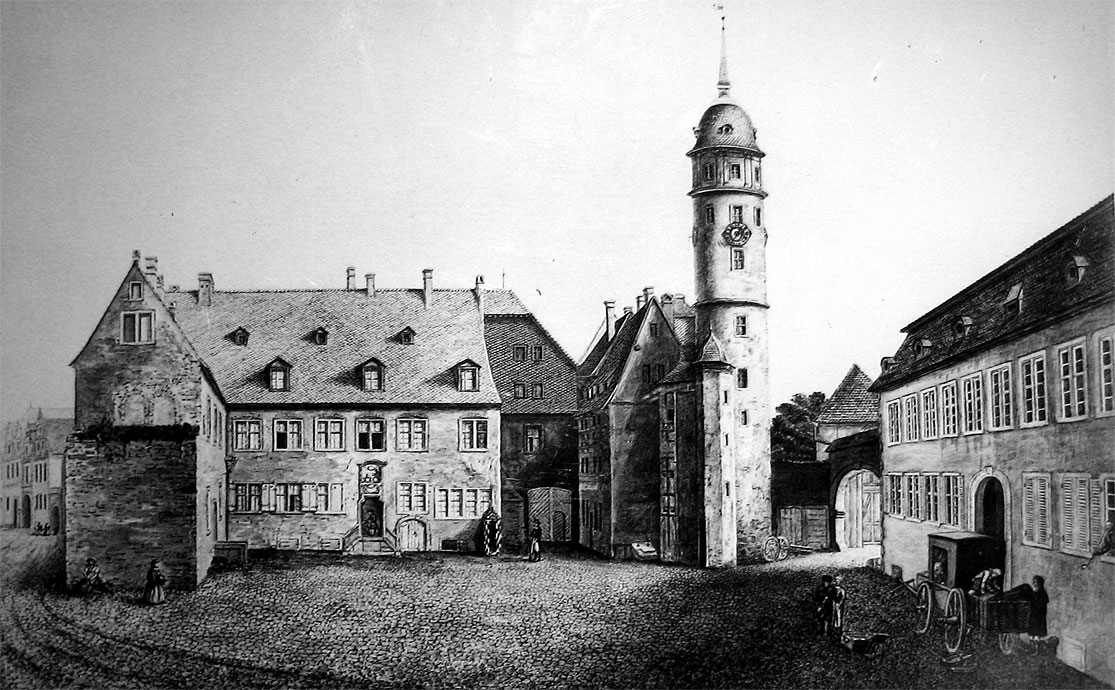
Weißer Turm um das Jahr 1800

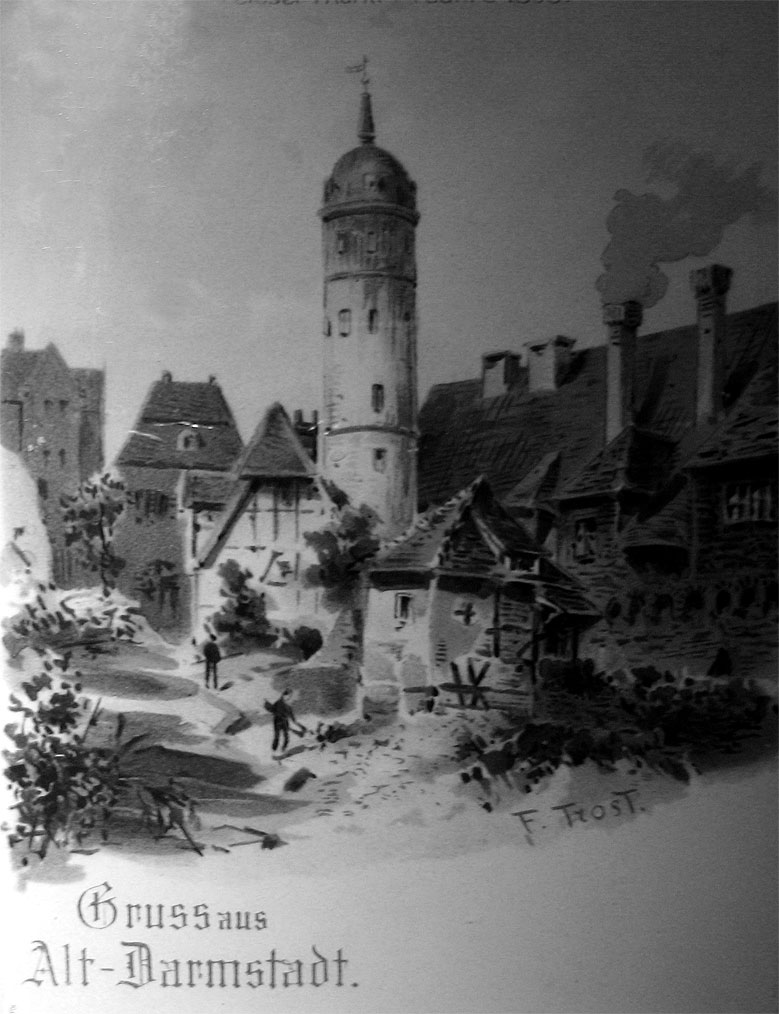
Weißer Turm um das Jahr 1863

Nach dem Brand im Schloss im Jahre 1715 wurde die Kanzlei in den Alten Fürstenhof verlegt, der mit dem Weißen Turm baulich verbunden war. 1782 zogen Hauptkriegsmagazin und Hauptkriegskasse dort ein. Der Kaufmann Gottfried Schwab erwarb das Gebäude 1825 und errichtete für sein Kaufhaus 1869 einen Neubau. Bei dieser Gelegenheit wurde der Weiße Turm freigestellt, der kleine Treppenturm abgerissen und 1871 der Turmeingang an die heutige Stelle verlegt, wobei das obere Verlies durch den Einbau einer Wendeltreppe zum Eingangsraum wurde.
1929 erwarb Siegmund Rothschild das Schwabsche Kaufhaus und verband es mit seinem um die Ecke am Markt liegenden Gebäude zum heutigen Komplex Henschel & Ropertz. Von dem unmittelbar daneben liegenden, heute noch bekannten Spielwarengeschäft von David Faix, das sich im Jahre 1866 dort ansiedelte, erhielt die Ecke am Weißen Turm im Volksmund den Namen Faixe Eck.

### Freistellung des Turms im Jahre 1886
Seit 1863 wurde vom Ludwigsplatz her die Ernst-Ludwig-Straße erschlossen. Das letzte Stück der alten Stadtmauer am Weißen Turm fiel erst 1886 im Zuge der Vollendung des Ausbaus. Erst seit dieser Zeit steht der Weiße Turm mitten auf der Straße. Darmstädter Geschäftsleute, die in ihm ein Hindernis der wirtschaftlichen Entwicklung sahen, setzten sich für den Abriss ein. 1872, nach der Freistellung des Turms, bewilligte der Hessische Landtag 1000 Gulden für die Reparaturarbeiten. Obwohl der Turm im späten 19. Jahrhundert einen eher heruntergekommenen Eindruck machte, mauserte er sich zum Darmstädter Wahrzeichen. Zum Verkehrshindernis wurde der Turm erst, als am 14. März 1903 die Straßenbahnlinie durch die Ernst-Ludwig-Straße eröffnet wurde.

### Nach dem Zweiten Weltkrieg
Nach der Darmstädter Brandnacht stand nur noch die Außenmauer des Weißen Turms. 1947 beschloss die Stadtverordnetenversammlung den Abriss. Oberbürgermeister Ludwig Metzger konnte einen Aufschub gegen den Willen der Geschäftswelt verhindern. Von dieser politischen Entscheidung unberührt ließ das Land Hessen als Eigentümer des Turmes diesen in mehreren Bauabschnitten wieder aufbauen. Im Juli 1949 wurde der im oberen Teil gerissene Turmzylinder durch Stahlbeton-Ringanker gesichert, verputzt und mit einem Notdach versehen, drei Zwischendecken aus Beton wurden eingezogen, neue Treppen eingebaut und Risse ausgepresst.
1954 folgte der Innenausbau, und die mit Kupfer gedeckte Haube wurde aufgesetzt. Im September 1954 konnte die neue Turmuhr in Betrieb genommen werden und nach vielen Jahren vernahmen die Darmstädter wieder die beiden Glocken des Weißen Turms, die 1942 zum Einschmelzen ausgebaut, aber nach dem Krieg gerettet worden waren. Sie wurden durch eine dritte, neu gegossene Glocke ergänzt. Die unter dem Uhren- und Glockenraum liegenden Stockwerke wurden 1954 für den symbolischen Preis von einer DM pro Jahr an die Großherzogliche Vermögensverwaltung vermietet, die die geretteten Bestände des Schlossmuseums dort unterbrachte.

### Außen- und Innenrenovierung, derzeitige Nutzung
Das Staatsbauamt Darmstadt führte von September 1983 bis Juni 1984 eine vollständige Außenrenovierung des Weißen Turms durch, bei der man neben einem neuen Verputz und Anstrich die Schäden durch wildes Plakatieren im Sockel beseitigte. Zeiger und Zifferblatt der Uhr wurden neu vergoldet. Rund 250.000,- DM ließ sich das Land Hessen die Wiederherstellung kosten. Seit einer Innenrenovierung in den Jahren 1979 bis 1997 stand der Weiße Turm leer. Seit Juni 1997 nutzt ihn der neu gegründete Freundeskreis Weißer Turm für Ausstellungen, Lesungen und andere kulturelle Veranstaltungen. Am 24. August 2002 ging der Weiße Turm vom Land Hessen für die symbolische Summe von einem Euro in das Eigentum der Stadt Darmstadt über.

## Textquelle und Literatur
- Friedrich Wilhelm Kniess: Darmstadt gestern und heute. Eine Gegenüberstellung. Wartberg Verlag, Gudensberg 1998, ISBN 3-86134-455-6.
- Peter Engels: Vom Glockenturm zur Fotogalerie – 300 Jahre Weißer Turm. Broschüre zur 300-Jahr-Feier, Darmstadt 2004.